# Lids landskommun
Lids landskommun var en tidigare kommun i Södermanlands län.

## Administrativ historik
Den 1 januari 1863, när kommunalförordningarna började tillämpas, skapades över hela riket cirka 2 500 kommuner, varav 89 städer, 8 köpingar och resten landskommuner. Då inrättades i Lids socken i Rönö härad i Södermanland denna kommun.
Vid kommunreformen 1952 uppgick denna kommun i Rönö landskommun som ägde bestånd fram till 1971 då dess område gick upp i Nyköpings kommun.

## Politik

### Mandatfördelning i Lids landskommun 1938-1946
| 7 | 4 | 1 | 3 |

| 13 |

| 15 |

| 13 |

| 15 |

| 15 |